# Pers-en-Gâtinais
Pers-en-Gâtinais település Franciaországban, Loiret megyében. Lakosainak száma 241 fő (2022. január 1.). Pers-en-Gâtinais Chevry-sous-le-Bignon, Le Bignon-Mirabeau, Chevannes, Griselles, Mérinville, Rozoy-le-Vieil és La Selle-sur-le-Bied községekkel határos.

## Népesség
A település népességének változása:
| Lakosok száma | 212  | 146  | 146  | 200  | 244  | 250  | 256  | 252  | 248  | 241  |
|               | 1968 | 1982 | 1990 | 2006 | 2013 | 2015 | 2017 | 2019 | 2020 | 2022 |